# Église inférieure de la basilique Saint-François d'Assise
L'église inférieure de la basilique Saint-François d'Assise est l'une des deux structures qui composent la basilique Saint-François à Assise, avec l'église supérieure. Comprenant une crypte (dans laquelle se trouvent les restes du saint et de ses frères les plus proches) et magnifiquement décorée de fresques par certains des plus grands artistes italiens du XIVe siècle, elle est accessible depuis la place inférieure de l'édifice, par un portail qui mène de la colline, sur le côté gauche de la nef. 

## Histoire
La construction de la basilique d'Assise commence par la construction de l'église inférieure, sorte d'immense crypte destinée à abriter les reliques du saint. Le pape Grégoire IX en pose la première pierre le lendemain de la canonisation de François d'Assise, le 17 juillet 1228, et elle est achevée, pour l'essentiel, en 1230, lorsque les restes du saint y sont transférés. A cette occasion, Grégoire IX offre pour la décorer un crucifix orné de pierres précieuses et contenant un fragment de la Vraie Croix.

## Description générale

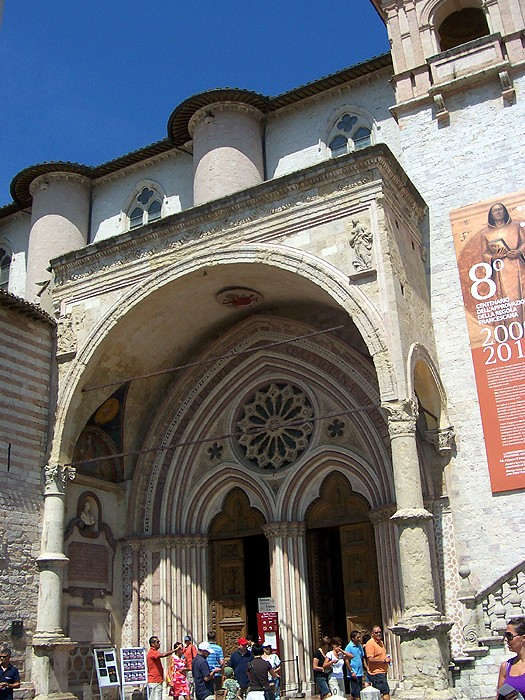
Le portail d'entrée.

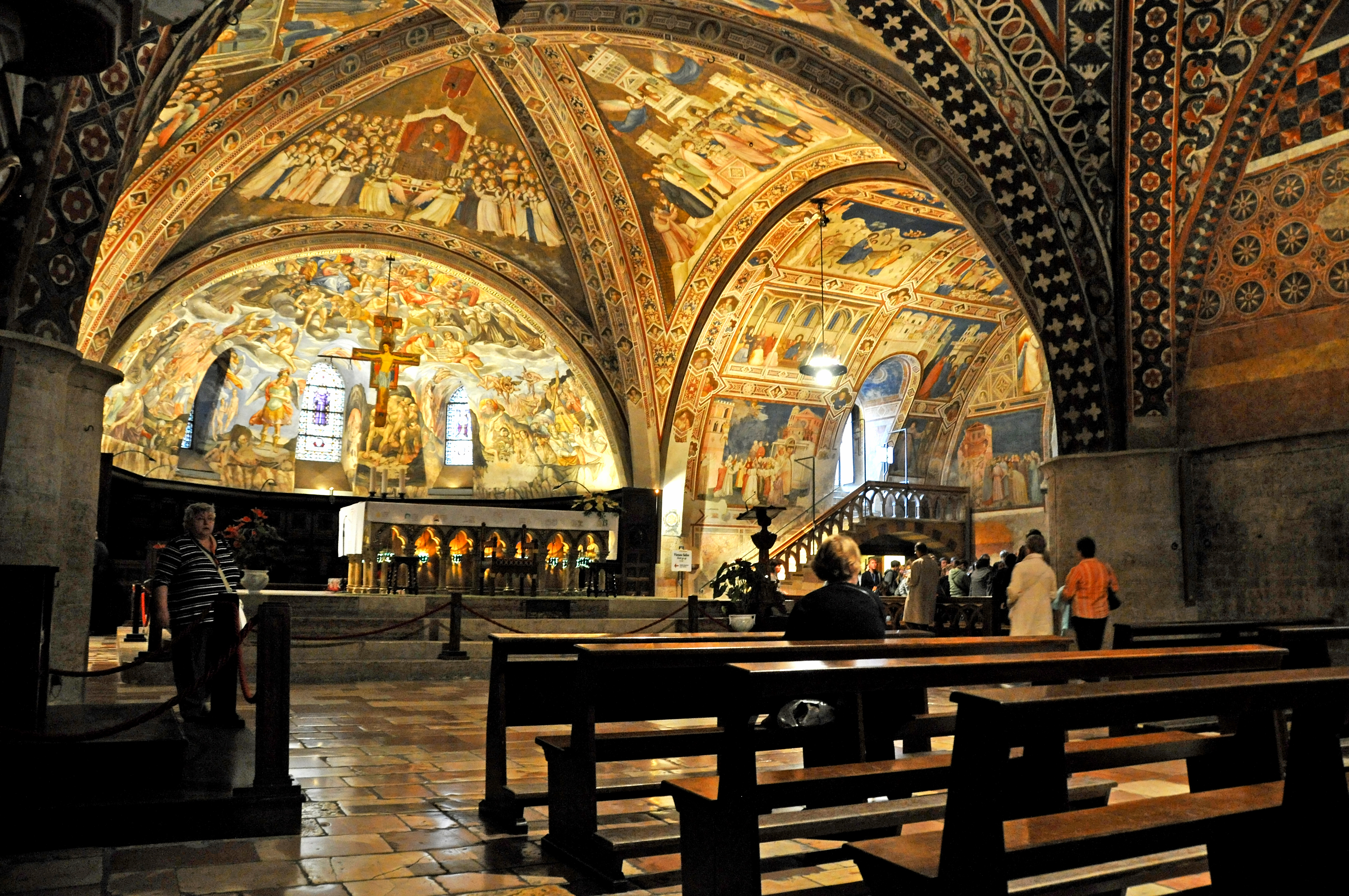
Intérieur de l'église inférieure.

L'entrée de l'église est constituée par un élégant portail à double portes de la seconde moitié du XIIIe siècle, surmonté d'une rosace et précédé d'un protiro Renaissance du sculpteur Francesco di Bartolomeo da Pietrasanta. Il est composé d'une arche soutenue par deux colonnes avec un fronton décoré de mosaïques (Saint François bénissant) et une frise à deux festons. Le portail gothique a été achevé avant 1271.
Les portes en bois sont de Niccolò Ugolinuccio da Cagli à gauche (1550) et Pompeo Scurscione da Foligno à droite (1573).
L'intérieur se présente sous la forme d'une croix de saint Antoine avec une seule nef comprenant cinq travées, couvertes par des croisées d'ogive, tandis que le transept est fermé par des voûtes en berceau. Bien que le style soit principalement gothique, l'austérité de l'ensemble fait toujours référence au style roman. La première travée est allongée latéralement pour former un long narthex de forme plus résolument gothique, au bout duquel, du côté opposé au portail, se trouve l'abside polygonale de la chapelle Sainte-Catherine (aussi nommée chapelle du Crucifix) et celle, parallèle à la nef, de la chapelle Saint-Antoine Abate.
L'accès aux chapelles latérales est marqué le long de la nef par de grands arcs brisés.

## Travée d'entrée
La travée d'entrée de la basilique inférieure a été construite en 1271, lorsque deux travées ont été ajoutées à l'église d'origine de 1230. Cette partie de la basilique inférieure est maintenant utilisée pour les célébrations des messes ordinaires et est décorée de peintures de maîtres du XVIIe siècle.
Immédiatement à gauche du portail, se trouve la petite chapelle Saint-Sébastien, avec une fresque de Girolamo Martelli qui a également peint le retable (1646). Sur le mur adjacent à droite, se trouve la fresque de la Madonna della Salute d'Ottaviano Nelli (1422) et d'autres fresques de Cesare Sermei et Girolamo Martelli (1646-1647). Sur le côté opposé, un monument sépulcral, œuvre du XIVe siècle avec un édicule à baldaquin de style gothique, abrite la sépulture de Giovanni dei Cerchi. Elle est surmontée d'un vase en porphyre à deux anses offert par une reine de Chypre, peut-être Isabelle d'Ibelin décédée en 1267. La table d'autel, faite avec une seule dalle de pierre, proviendrait également de l'île grecque.
Près du centre de la travée, presque en ligne avec l'autel principal, la chaire dite « cantoria » fut érigée sur un monument sépulcral du XIVe siècle par la famille Nepis en 1458. L'œuvre, d'un artiste local, présente des ornements en majolique et une balustrade du XVIIe siècle. Le rebord comporte des incrustations de marbre blanc et rouge de Subasio (refaites en 1657) dans lesquelles se trouvent des panneaux avec au-dessus, sculptés en caractères dorés, les textes de trois bulles pontificales qui listent les privilèges de la basilique. La lunette est décorée d'une fresque (Couronnement de la Vierge et l'Éternel) de Girolamo Martelli.
Un peu plus loin se trouve le monument sépulcral de Jean de Brienne, roi titulaire de Jérusalem et empereur de Constantinople (comme le rappellent les armoiries), œuvre d'un sculpteur de la fin du XIIIe siècle, fortement influencé par le gothique français. Il est décoré par un personnage couronné sur son lit de mort et un autre à cheval sur un lion aux jambes croisées et aux traits vaguement féminins. Les fresques de cette partie de la travée sont de Cesare Sermei (1645).

### Chapelle Saint-Antoine Abbé
La chapelle Saint-Antoine Abbé est située dans la partie la plus au nord de la travée de l'entrée et a une forme polygonale. Elle abrite deux monuments sépulcraux, ceux de Blasco Fernandez et de son fils Garcia, tué lors d'une visite au duché de Spolète, en 1367. Les monuments sont l'œuvre d'un artisan local du XIVe siècle.
Une ouverture dans le mur de gauche donne accès au cimetière, autrefois un cloître, composé d'un double ordre de galeries conçu par les tailleurs de pierre lombard Pietro et Ambrogio en 1492-1493. Sur le sol et les murs se trouvent des tombes du XIVe siècle.

### Chapelle Sainte-Catherine
Devant l'entrée se trouve la chapelle Sainte-Catherine, ou chapelle du Crucifix, construite avant 1343, dans laquelle le cardinal Egidio Albornoz a été enterré avant que le corps ne soit translaté en Espagne en 1372. La chapelle, également de forme polygonale et recouverte dans le bas de marbre blanc et rouge, est décorée d'un cycle de fresques dédié à sainte Catherine, du bolonais Andrea Bartoli (1368). Le même artiste a peint le Portrait du cardinal Albornoz à genoux devant trois saints. Les fenêtres à meneaux se détachent, avec des vitraux du XIVe siècle représentant dix-huit saints, probablement dessinés par Andrea da Bologna lui-même et exécutés par Giovanni di Bonino et ses collaborateurs.

## Nef

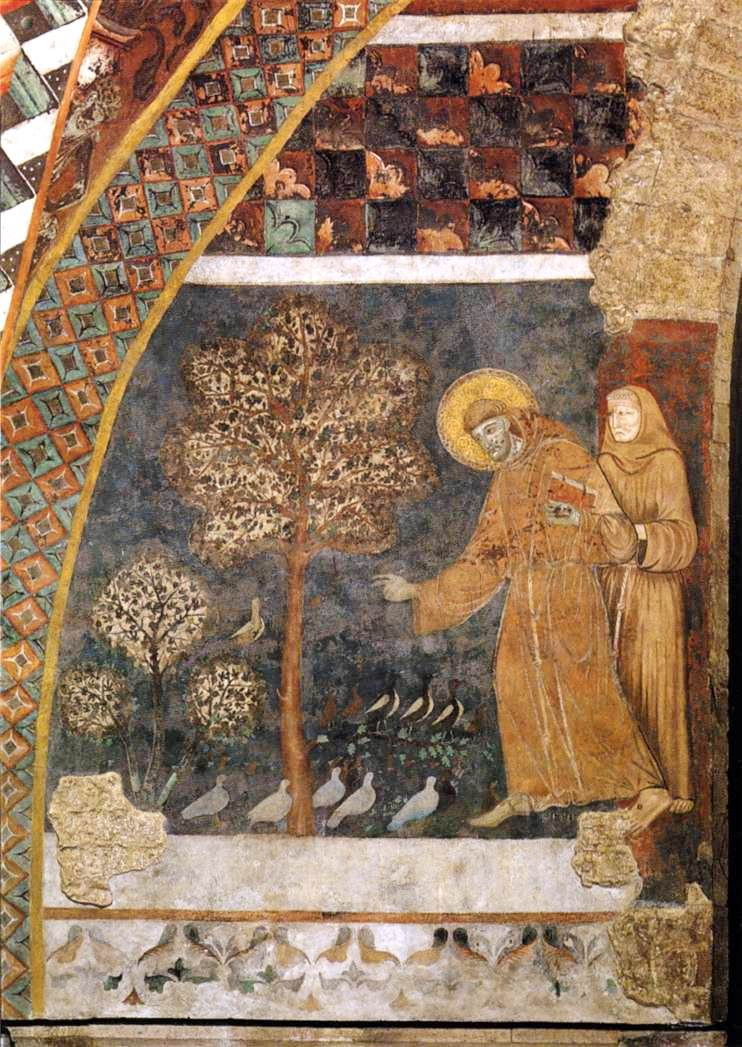
Maître de San Francesco, Prédication aux oiseaux.

L'intérieur de l'église inférieure présente un plan en forme de croix de saint Antoine (ou égyptienne) rappelant un Tau, symbole cher à François. À la fin du XIIIe siècle, la structure romane initiale a été modifiée (une seule nef comportant quatre travées), les chapelles le long des murs latéraux et le narthex ont été ajoutés. L'introduction des chapelles a obligé à fermer des fenêtres le long de la nef, créant une pénombre qui induit la méditation. Le sol penche légèrement vers le maître-autel.
Des fragments de fresques sont peints sur les murs de la nef centrale représentant des Histoires de la vie de saint François et des Histoires de la Passion du Christ, pour la plupart perdues à la suite de l'ouverture des chapelles latérales. Le cycle des fresques est le plus ancien du complexe de la basilique et remonte à environ 1253. Il est attribué à un maître ombrien, influencé par la peinture de Giunta Pisano (appelé par les critiques d'art le Maître de San Francesco). Il présente un intérêt particulier d'un point de vue iconographique, pour son développement des histoires du saint d'Assise avant les célèbres scènes de la église supérieure.

Fresques du Maestro di San Francesco
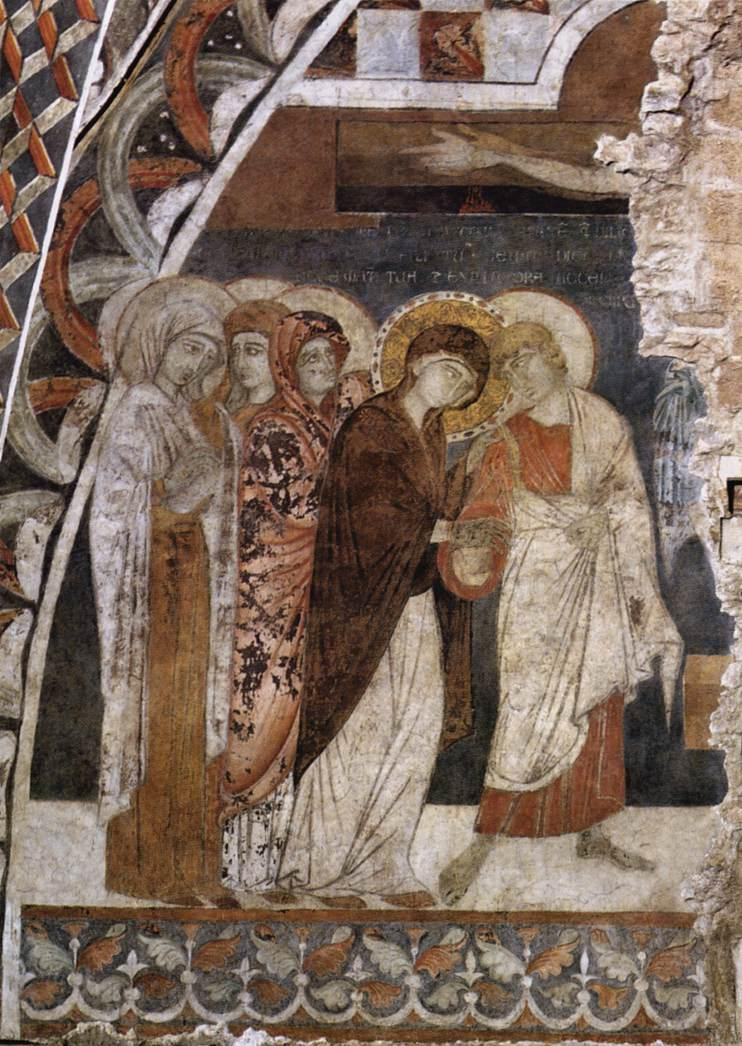
Fragment de la Crucifixion.
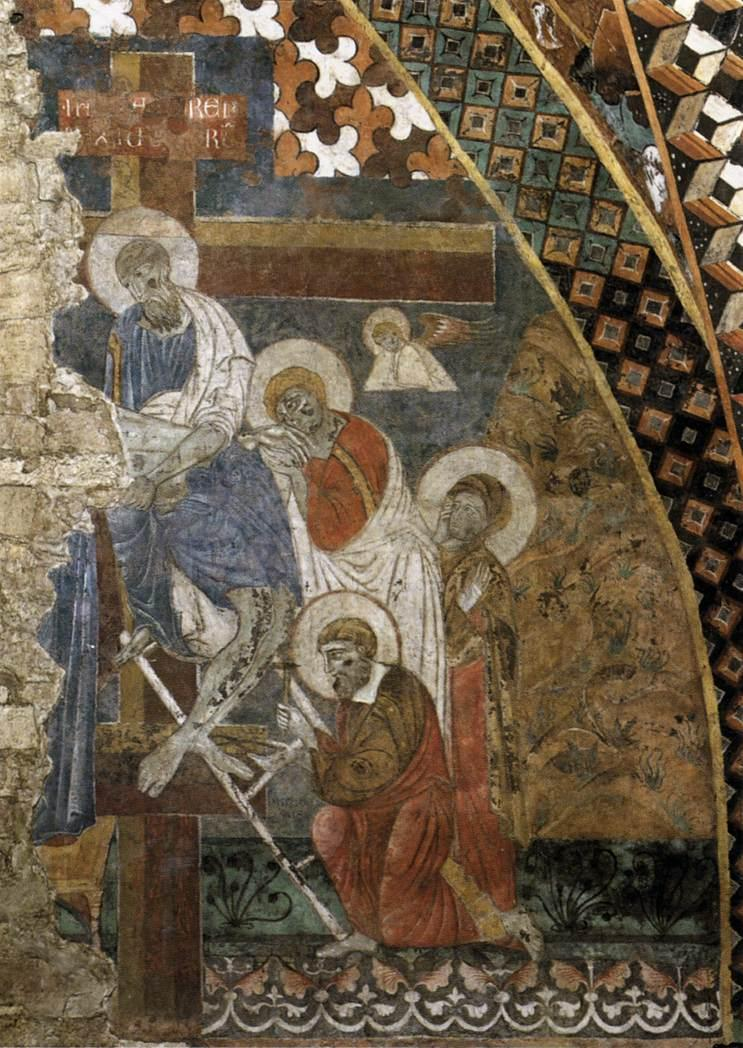
Déposition de la Croix.
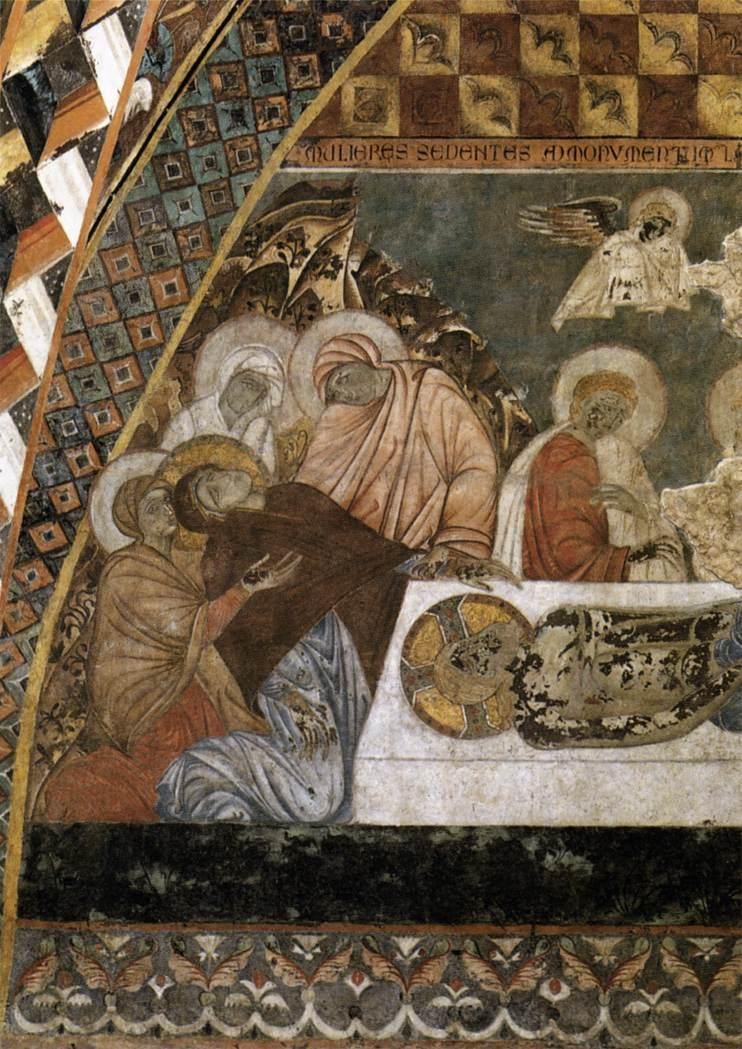
Lamentation sur le Christ mort.

Les voûtes à croisées d'ogive sont ornées d'un ciel bleu parsemé de grandes étoiles. Sur les nervures, la décoration géométrique aux couleurs vives remonte également au milieu du XIIIe siècle et présente un intérêt particulier en raison de sa rareté.

## Chapelles latérales du côté droit

### Chapelle Saint-Étienne
La première chapelle sur le côté droit de la nef est nommée Santo Stefano ou San Ludovico. Elle est décorée d'un cycle de fresques de 1575 de Dono Doni d'Assise avec des Histoires de la vie de saint Étienne. L'arc d'entrée présente des fresques allégoriques du XVIIe siècle de Giacomo Giorgetti (vers 1650), tandis qu'un vitrail du XIVe siècle avec le Rédempteur, la Vierge et les Saints, dont la conception est attribuée à Simone Martini et l'exécution à Giovanni di Bonino avec son collaborateur Angeletto da Gubbio est disposé dans la fenêtre à quatre panneaux.
Le passage qui met cette chapelle en relation directe avec la chapelle suivante, constituait autrefois une autre chapelle dédiée à saint Laurent, et est décoré avec des fresques de la fin du XIVe siècle attribuées à Andrea da Bologna, représentant le Martyre de saint Laurent, la Prière dans le jardin et l'Arrestation du Christ.

### Chapelle Saint-Antoine de Padoue
La deuxième chapelle est dédiée à saint Antoine de Padoue, avec des fresques de Cesare Sermei (1610) représentant des saints mineurs (dans l'archivolte), Les Saints François, Bonaventure, Claire et Ludovic (voûte), Saint Antoine prêchant devant le pape et le Miracle de la mule (murs).
La fenêtre à quatre panneaux comporte un vitrail datant d'un peu avant 1317. Probablement conçu par les maîtres giottesques qui ont travaillé sur les fresques des chapelles voisines, il a probablement été réalisé par Giovanni di Bonino.

### Chapelle de la Madeleine

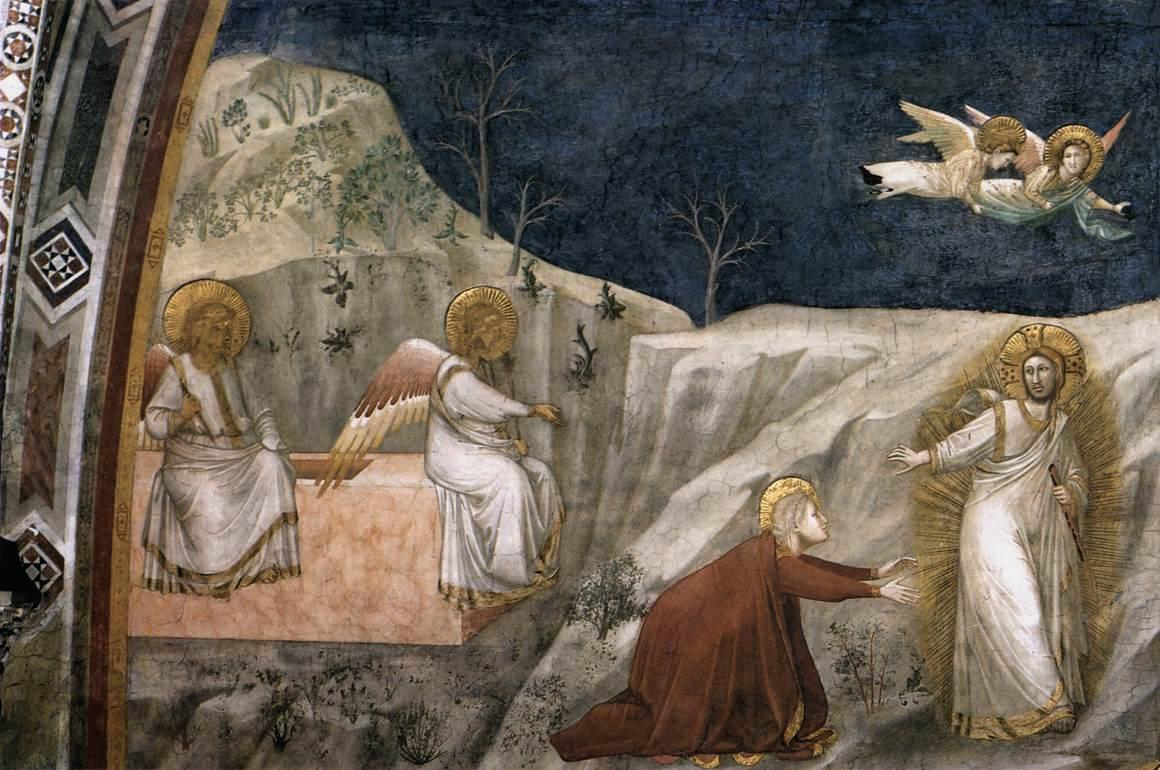
Noli me tangere, Chapelle de la Madeleine.

L'évêque d'Assise Tebaldo Pontano, en fonction de 1296 à 1329, a commandé la décoration de la troisième chapelle, appelée chapelle de la Maddalena, à Giotto et à ses collaborateurs, qui y ont probablement travaillé immédiatement après la chapelle Scrovegni de Padoue, à partir de 1305 (probablement en 1307-1308).
L'attribution au maître a été discutée : initialement exclue par la plupart des historiens qui renvoyaient l'ensemble de la décoration à l'atelier ou à des élèves doués avec une date ultérieure, qui peut être située jusqu'aux années vingt du XIVe siècle et au-delà, quelques pièces ont ensuite été mises en évidence dans lesquelles la main de Giotto lui-même serait intervenue, notamment la Résurrection de Lazare, le Débarquement à Marseille et Marie Madeleine avec Zosime. Bernard Berenson est même allé jusqu'à interpréter la Cène dans la maison du Pharisien et le clipeus dans la voûte comme des autographes de Giotto. D'autres, à partir de Thode, émettent l'hypothèse d'une conception générale du maître, le projet étant réalisé par l'atelier.

## Chapelles du côté gauche

### Chapelle Saint-Martin

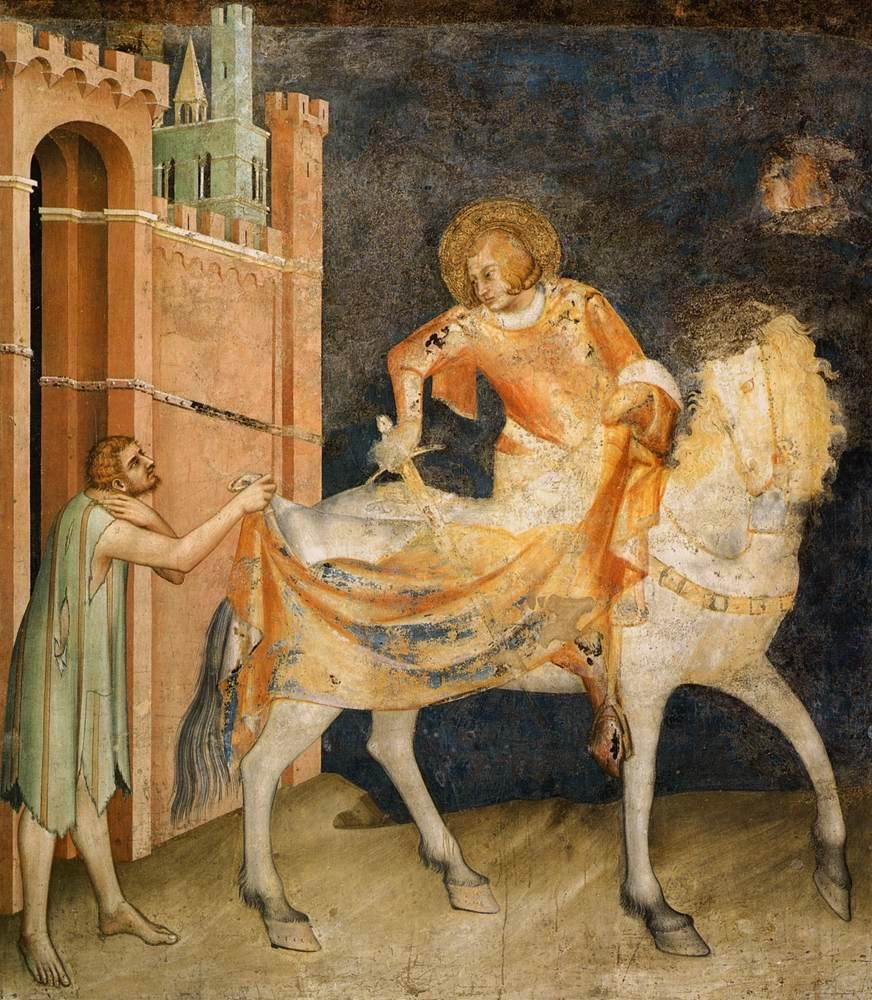
Simone Martini, fresques de la chapelle Saint-Martin, détail.

La première chapelle sur le côté gauche de la nef est la chapelle Saint-Martin, construite pour le cardinal Gentile Partino da Montefiore et peinte entre 1313 et 1318 environ par le siennois Simone Martini avec les histoires de la vie du saint.

### Chapelle Saint-Pierre d'Alcantara
Située dans la deuxième baie, sa taille est réduite du fait de la présence du campanile. Aujourd'hui, elle est décorée de sculptures modernes.

### Tribune
Dans la troisième travée du bas-côté gauche, se trouve la tribune gothique, où une chaire ornée de marbre polychrome, de colonnes torsadées et de mosaïques, œuvre cosmatesque du XIIIe siècle, fait saillie d'un côté.
La niche au-dessus de la galerie est décorée de fresques attribuées à Puccio Capanna : le Couronnement de Marie (au centre), le Miracle et le Martyre de saint Stanislas (côtés), Stanislas de Szczepanów ayant été proclamé saint à Assise en 1253 par le pape Innocent IV. La Crucifixion est l'œuvre d'un disciple tardif de Giotto.
Sous la galerie, la fresque de la bienheureuse Jacqueline de Septisoles, dont la tombe se trouve dans la crypte, remonte au XVIIe siècle .

Fresques de Puccio Capanna
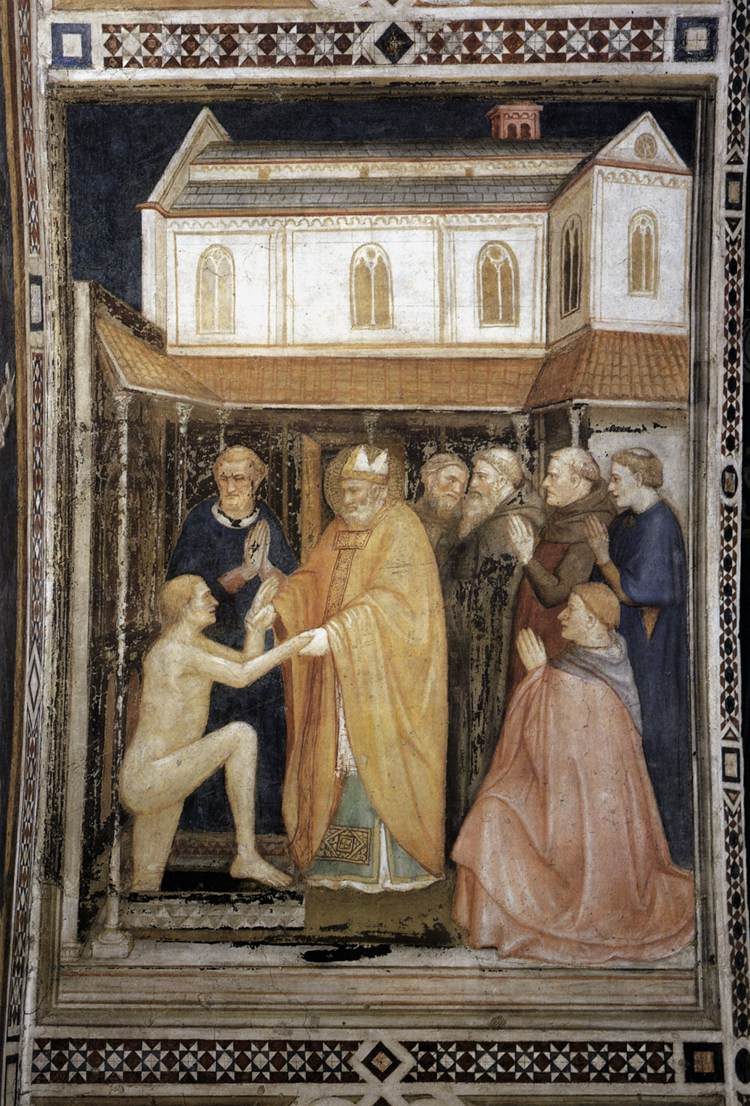
Miracle de saint Stanislas.
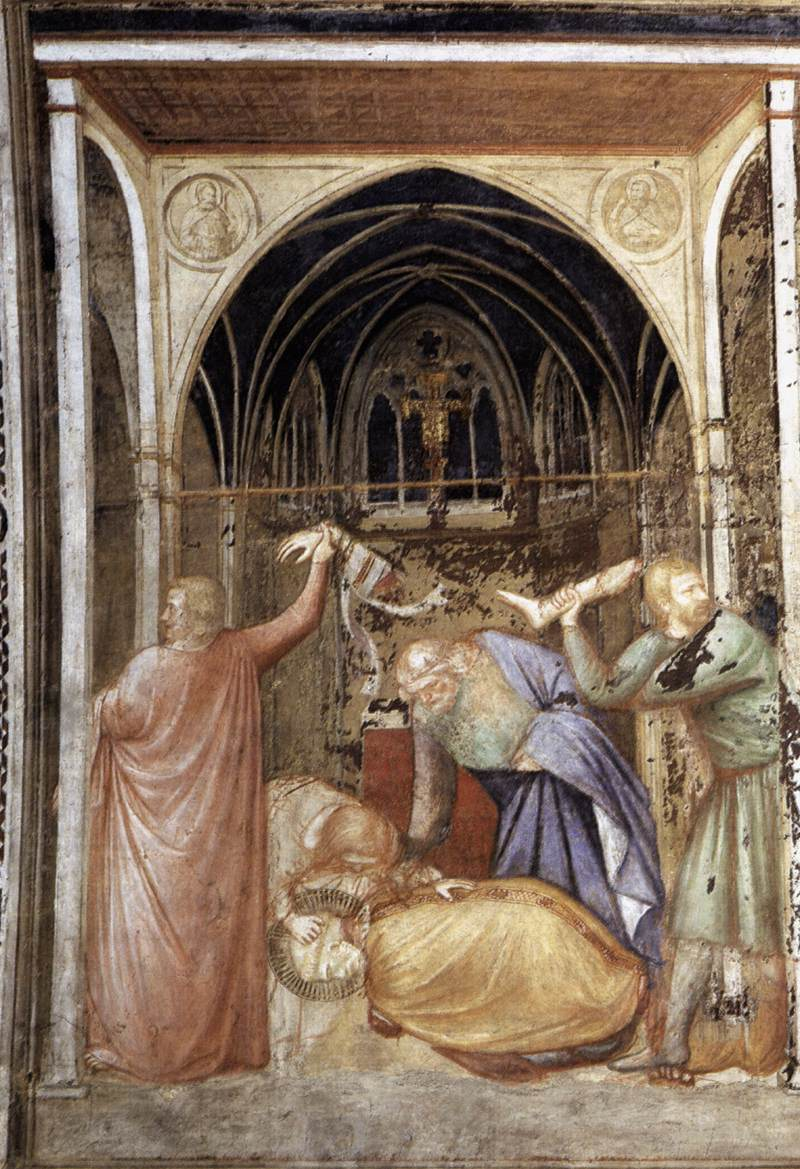
Martyre de saint Stanislas.

## Crypte et tombeau du saint

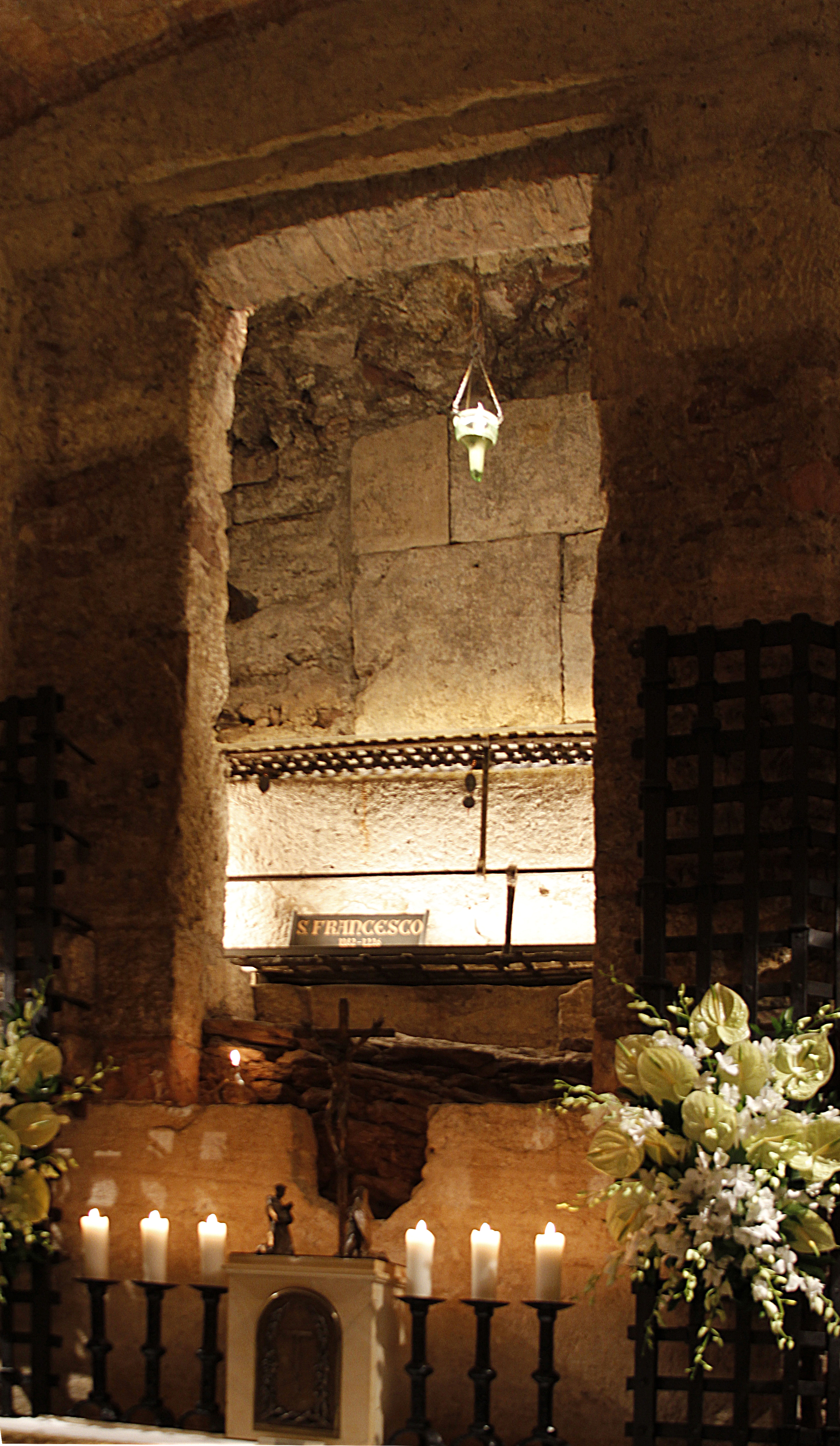
Tombeau de Saint François.

Au milieu de la nef centrale, deux rampes permettent de descendre jusqu'à la crypte où le corps de saint François est conservé. Au confluent de ces rampes, se trouve, dans une niche, le tombeau de Jacqueline de Septisoles, noble romaine et amie du tiers-ordre de saint François. Cet endroit, le plus dénudé et le plus pauvre artistiquement, est le « cœur » de la basilique. À la suite de la découverte du tombeau du saint sous trois dalles de travertin en décembre 1818, cette salle fut fouillée et construite dans le style néoclassique, sur la base d'un projet de l'architecte romain Pasquale Belli. Mais le style contrastait trop avec le reste de la basilique et donc, entre 1925 et 1932, la crypte fut radicalement modifiée selon le dessin de l'architecte Ugo Tarchi dans un style néo-roman. Au-delà d'une petite salle rectangulaire constituant un espace de prière, une salle circulaire conserve le tombeau de François en son centre, inséré dans une sorte de pilier : il est possible d'en faire le tour comme dans le déambulatoire du Saint-Sépulcre. La tombe, simple, se compose de quatre murs rugueux qui contiennent une urne en pierre entourée de barreaux entre deux grilles en fer. Une lampe votive éclaire le tombeau du « Poverello » d'Assise, également dessinée par Ugo Tarchi (1939), dont l'huile qui l'alimente est offerte, par les vingt régions d'Italie, tour à tour, à l'occasion du 4 octobre.
Aux coins, dans des niches fermées par des grilles, se trouvent les tombes des plus proches compagnons de François : le bienheureux frère Léon de Viterbe, le frère Rufin d'Assise, le frère Massée de Marignan et le frère Ange Tancrède de Rieti.
Dans la crypte se trouve l'orgue à tuyaux Mascioni opus 1085, construit en 1987. L'instrument a une traction entièrement mécanique, avec 13 arrêts répartis entre le clavier unique (de 58 notes) et le pédalier (de 20).

## Chœur

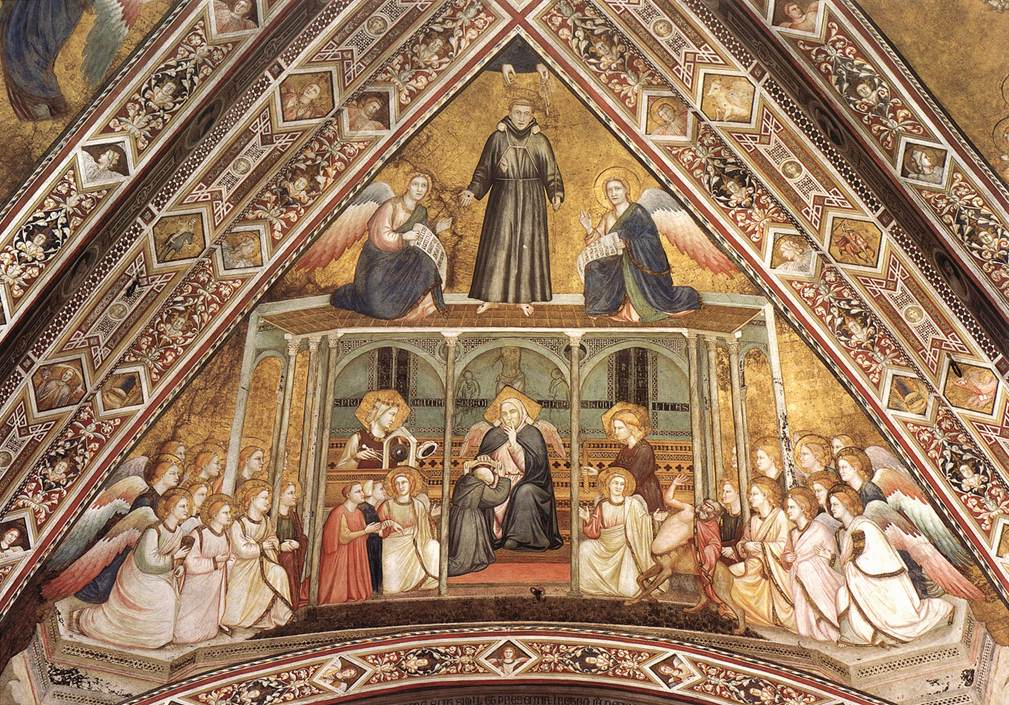
Giotto, Allégorie franciscaine : Obéissance.

Le chœur, qui dispose d'un autel solennel au centre de style gothique consacré en 1253, communique avec la crypte où se situe la tombe de François. Entourée de petites colonnes aux chapiteaux fleuris soutenant des arcs en mosaïque, c'est une œuvre attribuée aux marbriers romains ; la table est constituée d'une seule dalle de pierre blanche et, selon la tradition, a été offerte par Jean de Brienne, empereur de Constantinople. Une petite fenêtre sur la grille devant l'autel permet d'apercevoir la tombe du saint en contrebas.
Le chœur est recouvert d'une grande voûte à croisée d'ogives, ornée de fresques avec les Allégories franciscaines de Giotto et de son atelier, dont, en particulier, le Toscan connu sous le nom de Parente di Giotto et l'Ombrien connu sous le nom de Maestro delle Vele. Elles représentent Saint François en gloire et l'Allégorie des trois vœux : Obéissance, Pauvreté, Chasteté (vers 1334). Le motif décoratif est lié organiquement aux fresques des deux voûtes du transept, avec les histoires de L'Enfance (à droite) et la Passion du Christ (à gauche), qui renforcent la similitude entre le Christ et François. Les figures allégoriques sont tirées de l'Apocalypse et de l'Ancien Testament.
Dans l'épaisseur de l'arc entre le chœur et la nef, se trouvent les premiers compagnons de saint François dans un tondo.
L'abside est en demi-cercle, avec trois fenêtres sur lesquelles ont été montés des vitraux modernes du début du XXe siècle lors d'une restauration réalisée par Giuseppe Sacconi. Les stalles en bois du chœur sont l'œuvre d'artistes de la région de l'Ombrie et de la Toscane (Apollonio Petrocchi de Ripatransone, Tommaso di Antonio fiorentino, Andrea di Montefalco et autres) et sont datés de 1471. Sur les murs, un Jugement dernier de Sermei (1623) est peint à la place d'une fresque du XIVe siècle avec la Gloire Céleste, que Ghiberti et Vasari attribuaient au mystérieux Stefano Fiorentino.

## Transept droit
Les murs du transept droit sont recouverts d'un riche décor pictural, dans lequel sont intervenus les plus grands artistes de la peinture italienne : Cimabue, Giotto, Simone Martini, Pietro Lorenzetti. La Crucifixion et les Histoires d'enfance du Christ, sur le côté gauche, sont attribuées à Giotto et son école ; la fresque de Cimabue avec la Maestà avec quatre anges et saint François (ou Maestà d'Assise), a été partiellement découpée pour faire place aux autres fresques, et à une série de Saints de Simone Martini.
Sous la Maestà, se trouve une tombe de cinq compagnons de saint François, au-dessus de laquelle sont peints leurs portraits en buste. Œuvre d'un disciple de Pietro Lorenzetti, ils montrent des aperçus intéressants dans les têtes tournées vers le haut, vers la Madone.

### Maestàde Cimabue

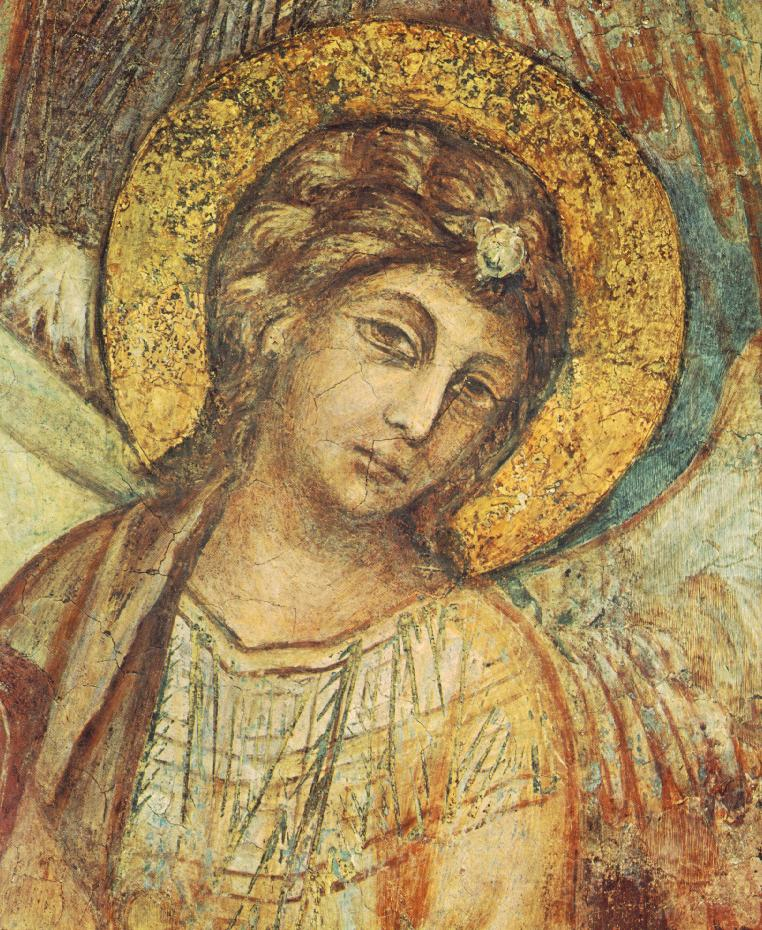
Cimabue, Maestà, détail.

Situé dans la partie inférieure du côté droit vers la nef, la Maestà avec saint François est unanimement attribuée à Cimabue, malgré des problèmes de datation et la présence importante de repeints ultérieurs. Comme d'habitude à l'époque, la fresque a été réalisée en une seule journée en étalant une couche de la taille de l'échafaudage, puis en procédant à de grandes finitions « a secco ». La datation est probablement antérieure aux fresques de la basilique supérieure : on suppose en effet que sa réussite est à l'origine de l'attribution du cycle important de l'église supérieure à Cimabue.
Le trône de bois de Marie, élégamment sculpté et jadis orné de dorures, est disposé latéralement comme dans la Maestà du Louvre, sans encore de raccourci central comme dans la Maestà di Santa Trinita. Les anges, souriants et face au spectateur, s'organisent autour du trône en inclinant rythmiquement la tête à droite, puis à gauche, selon une représentation souvent utilisée par Cimabue. Ils sont mis à l'échelle sur deux rangs: si la profondeur différente est bien suggérée par leur présence physique renforcée par la plasticité de leurs volumes, le point d'appui n'est pas clairement défini, suggérant, pour les deux derniers, la présence d'une marche invisible ou une lévitation surnaturelle. Le visage de l'ange en bas à droite se détache, avec des ailes finement ombrées comme celles des anges des galeries de l'église supérieure. Le saint François représenté est semblable à celui d'un tableau conservé au musée de Santa Maria degli Angeli d'Assise.

### Histoires de l'enfance du Christ

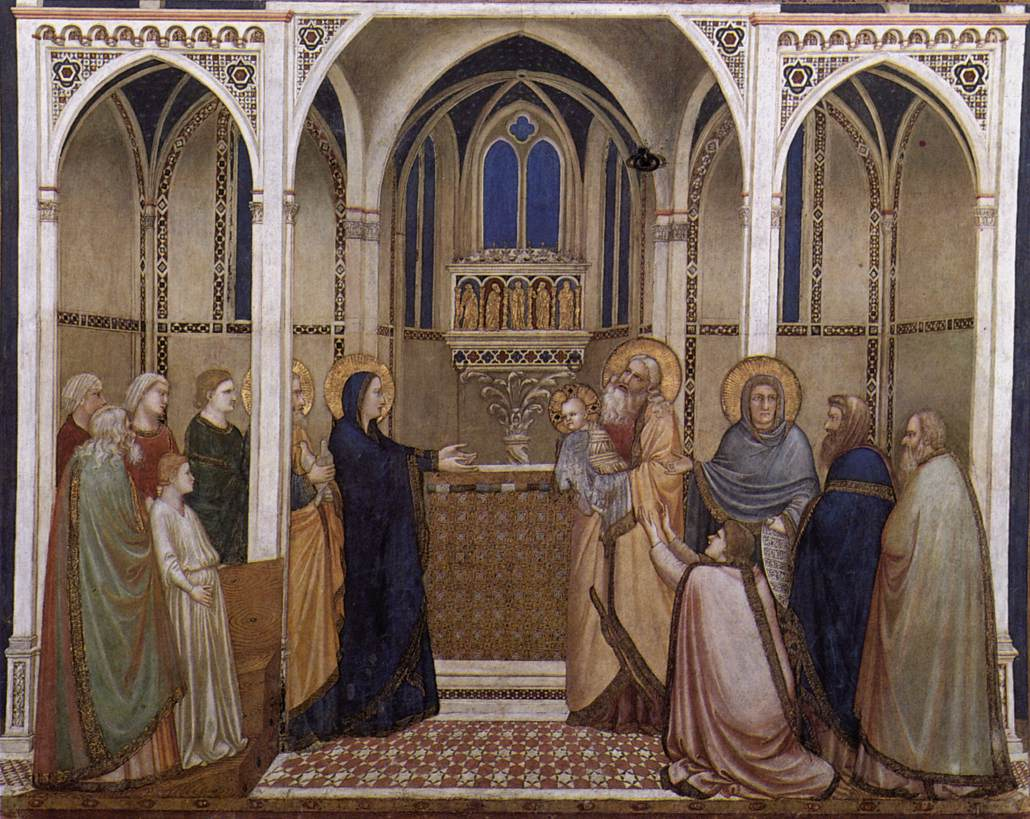
Giotto di Bondone, Présentation de Jésus au temple.

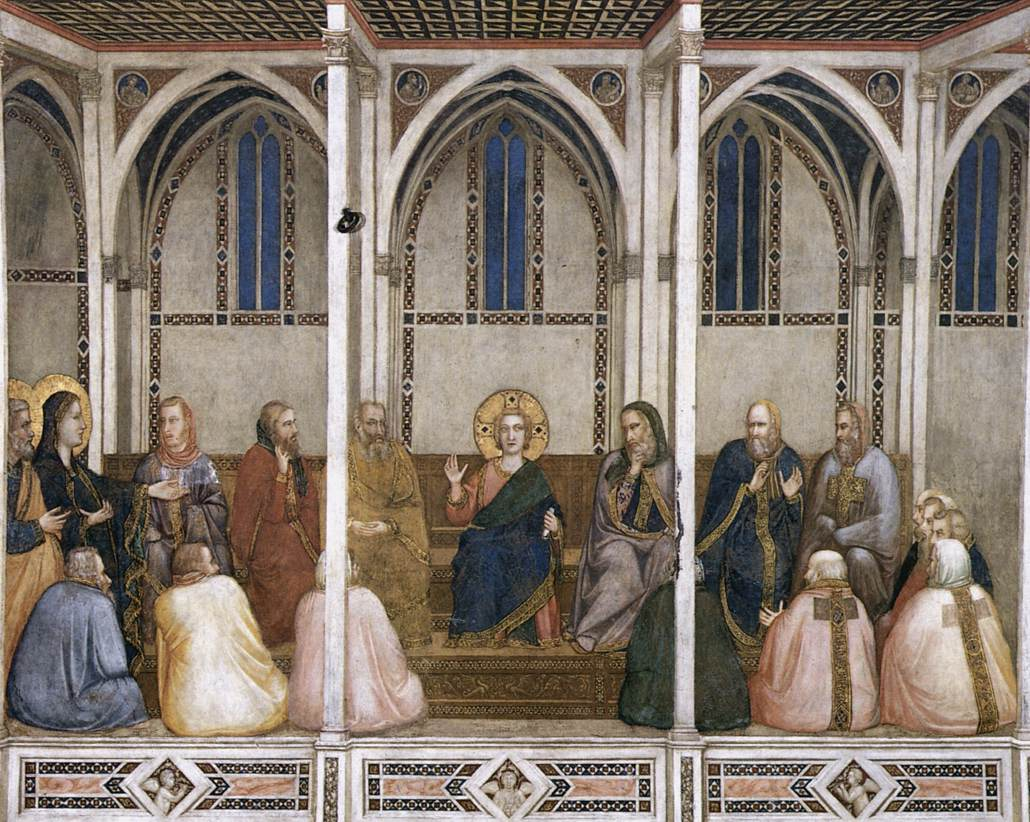
Giotto, Jésus parmi les Docteurs.

Le transept droit est en grande partie décoré par les Histoires de l'enfance du Christ, attribuées à Giotto et à son atelier, en particulier au Parente di Giotto (artiste toscan, peut-être Stefano Fiorentino) et au Maestro delle Vele (artiste de formation ombrienne). La datation du cycle, problématique, repose sur des faits avérés comme l'étude du plâtre qui a montré que cette partie du transept est antérieure à celle de gauche avec la fresque de Pietro Lorenzetti datée vers 1320. L'hypothèse la plus souvent retenue est que Giotto s'y consacre immédiatement après avoir terminé la chapelle voisine de la Madeleine datée vers 1308, travaillant personnellement sur certaines scènes et laissant ensuite les dessins à ses meilleurs élèves, avant de partir pour Florence en 1311.
La voûte en berceau est divisée en deux bandes parallèles. Les scènes peuvent être lues de haut en bas et de gauche à droite, d'abord du côté de la nef, puis du côté vers l'abside. Elles commencent sur le mur du fond, sur les côtés de l'arche de la chapelle Saint-Nicolas où se trouve l'Annonciation, peut-être du Maestro di San Nicola (Palmerino Guido Di ?). Le cycle continue chronologiquement du côté de la Maestà, avec en haut la Visitation, la Nativité, l'Adoration des Mages, la Présentation au Temple ; puis, de l'autre côté, la Fuite en Égypte, le Massacre des Innocents, le Christ parmi les Docteurs et le Retour de la Sainte Famille de Nazareth à Jérusalem. Dans la bande inférieure commencent les Histoires des miracles posthumes de saint François, qui se poursuivent sur le mur du fond et complètent idéalement les Histoires de saint François de la basilique supérieure : la Chute indemne d'une petite fille de la famille Sperelli du haut d'une maison, suivie d'une porte avec un tondo avec la Bénédiction du Christ dans l'arche et  le memento mori de Saint François pointant vers un squelette, puis, sur les côtés de l'arche de la chapelle Saint-Nicolas, l'Enfant de Suessa déterré des ruines d'une maison, où il est dit que la dernière figure à droite, avec une main sous le menton, est un portrait de Giotto, et à droite la Résurrection de l'enfant de Suessa.
Les bandes peintes entre les scènes sont ornées de têtes d'anges, de prophètes, de saints et de lions.
Dans ces fresques, la préciosité de la gamme chromatique ressort, avec les fonds bleu outremer et les nuances tendres des rose, blanc, jaune et vert. Les architectures et les objets sont construits avec une connaissance spatiale bien établie qui donne l'un des meilleurs résultats du XIVe siècle italien. Les espaces remplis et ceux vides sont soigneusement équilibrés, comme dans les fresques de la chapelle de la Madeleine. La main des élèves se lit dans la tendance à rationaliser les figures, à leur donner des traits adoucis par la façon gothique, accentuant çà et là les connotations pathétiques et quelque peu tourmentées. Certaines figures ont des yeux grands et écarquillés, comme dans le Saint Lazare d'une voile de la chapelle de la Madeleine, et comme cela se manifeste également dans les Allégories franciscaines voisines.
Quelques dessins, qui reproduisent ces œuvres, témoignent de l'extraordinaire renommée dont elles jouissaient au XIVe siècle, et sont parmi les plus anciens essais d'art graphique qui subsistent.

### Crucifixionde Giotto (et atelier)

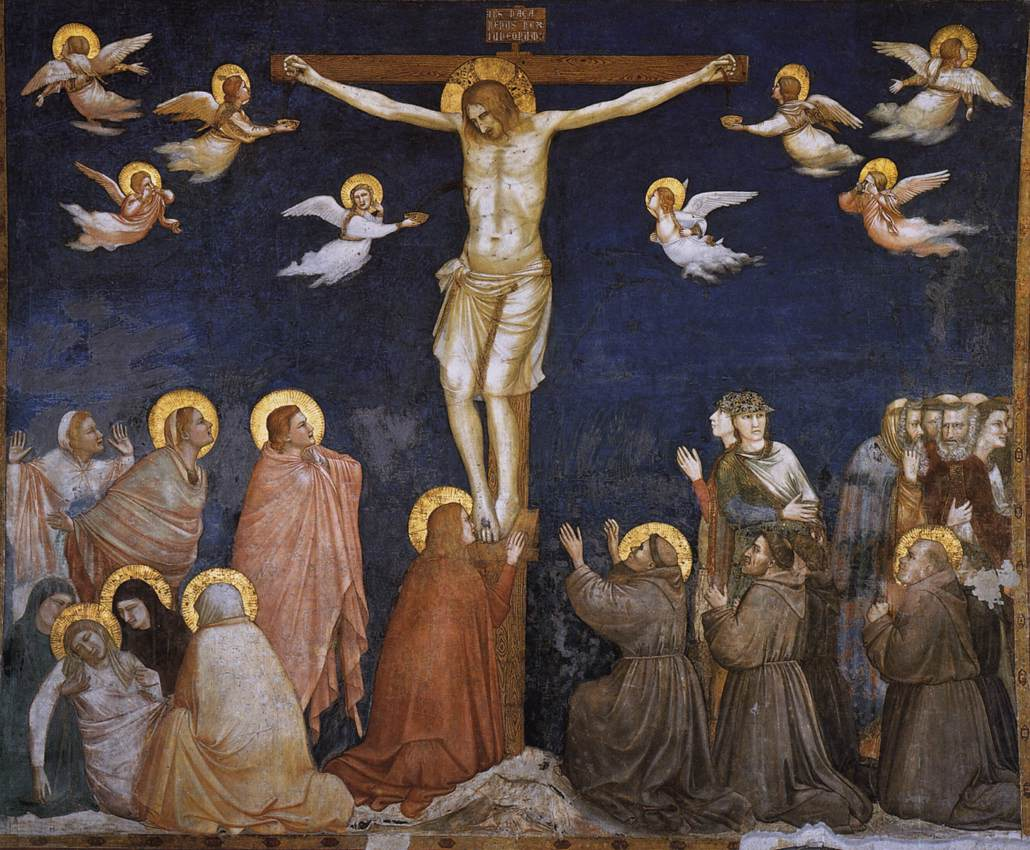
Giotto, Crucifixion.

La Crucifixion, située à gauche de la Maestà de Cimabue, est la fresque qui présente les signes les plus convaincants d'une intervention directe de Giotto. Sur fond de ciel outremer intense, la Croix du Christ s'élève, entourée d'anges désespérés. Sur les côtés, il y a deux groupes de personnages : à gauche, la Vierge inconsciente parmi les femmes pieuses, saint Jean et les deux Marie dont les gestes de désespoir sont frappants ; à droite, les païens et les juifs qui tournent le dos au Christ (les personnages les plus faibles de la scène, attribués au Maestro della Vele), contrebalancés par trois franciscains agenouillés. Les trois figures qui tournent les mains et les regards vers le Christ crucifié, sont extraordinaires par leur crescendo expressif qui culmine dans la figure de saint François (à gauche, avec l'auréole). La variation des profils est également intéressante, de saint Bonaventure (le premier à droite, avec l'auréole), jusqu'à François qui est disposé plus en diagonale, dans une représentation plus complexe. Ils sont si physiquement caractérisés qu'ils suggèrent de vrais portraits.

### Saintsde Simone Martini
Les bandes inférieures de la partie vers la nef et du mur du fond du transept ont été peintes par Simone Martini. À la base de la voûte en berceau, sous la Crucifixion, se trouve une Vierge à l'Enfant entre deux saints rois, sur un fond doré qui simule une tapisserie.

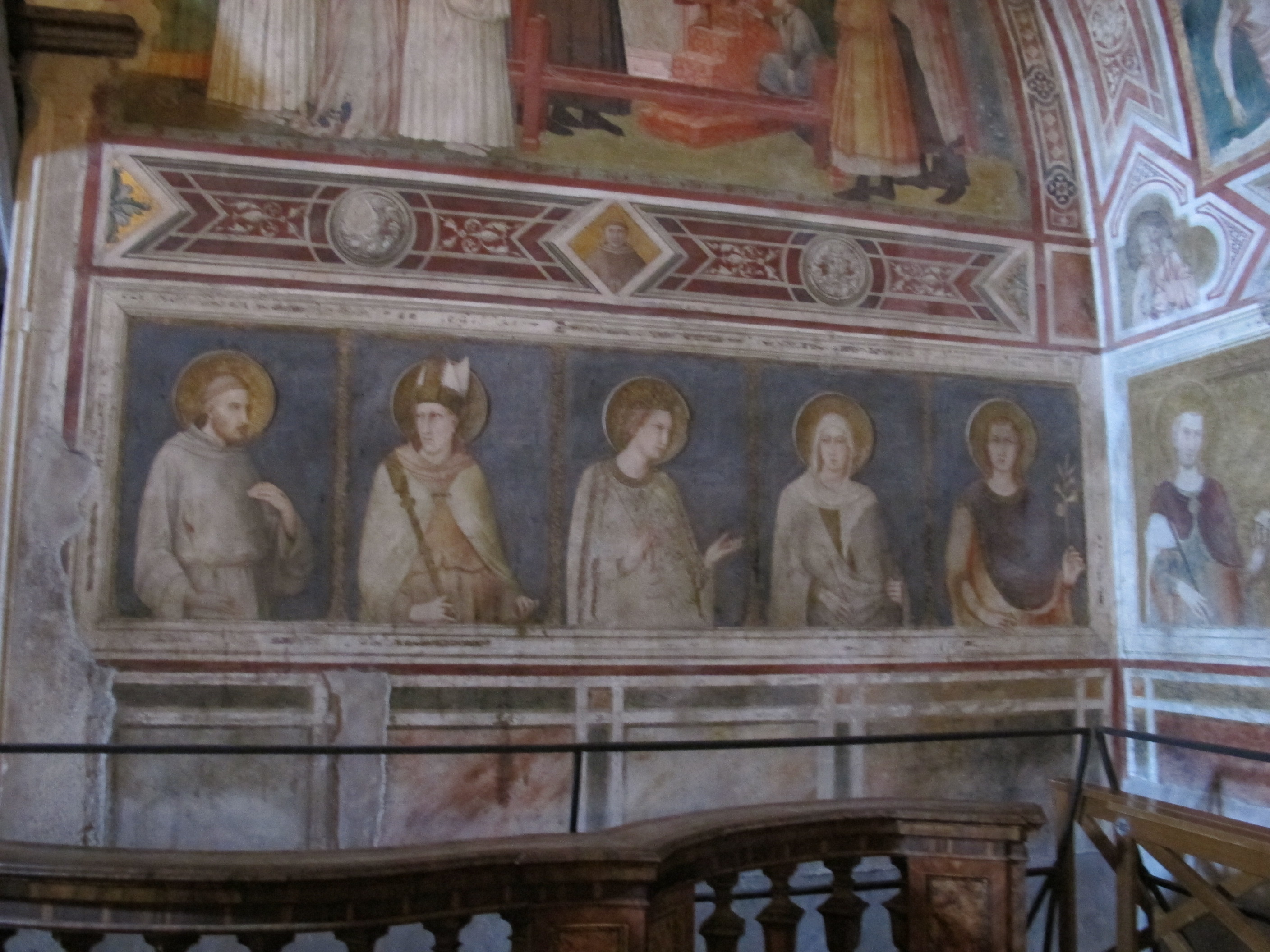
Fresque de Simone Martini

Sur le côté du mur du fond, cinq saints en buste sont représentés entre les arcades: François d'Assise, Louis de Toulouse, Élisabeth de Hongrie, Jacqueline de Settesoli (déjà confondue avec Claire d'Assise ) et Henri de Hongrie.

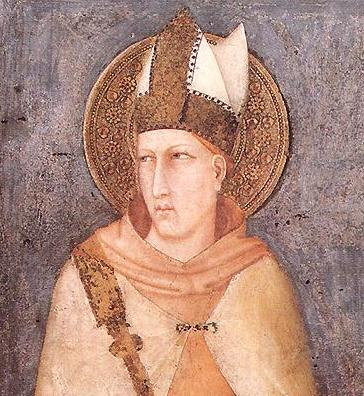
Louis de Toulouse
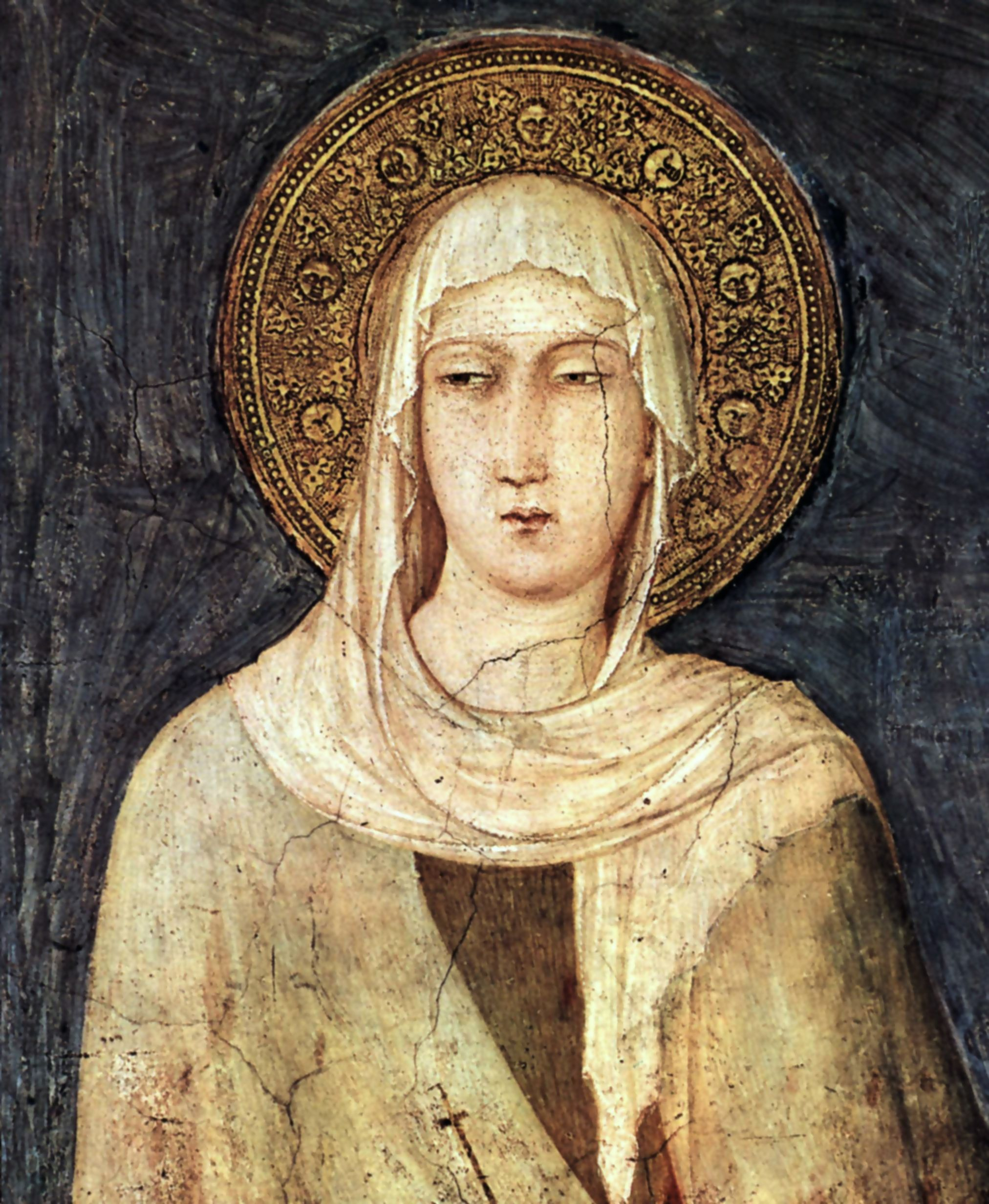
Jacqueline de Settesoli

### Chapelles Saint-Nicolas de Bari et Saint-Jean-Baptiste

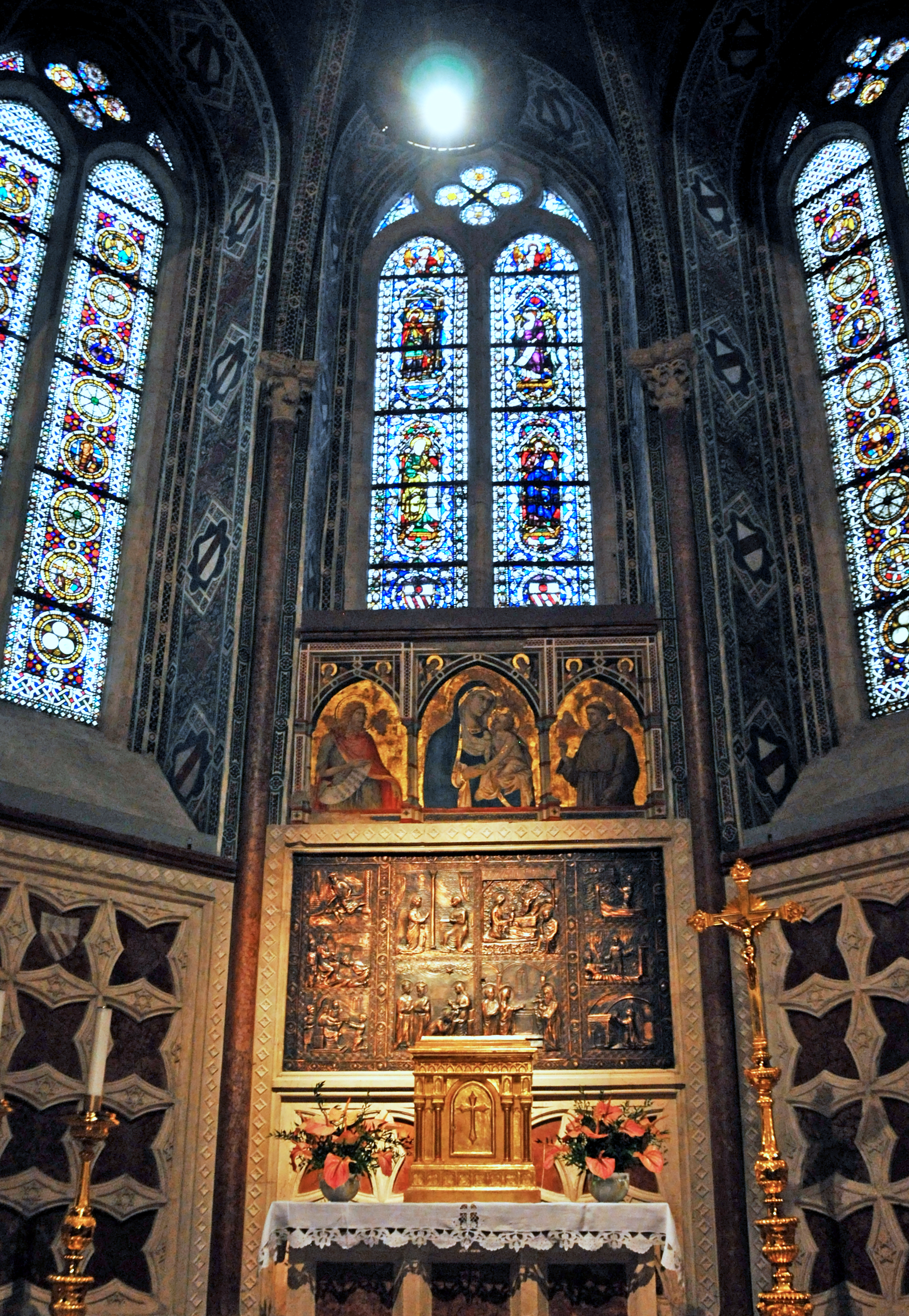
Chapelle Saint-Jean-Baptiste.

La chapelle Saint-Nicolas, construite à la fin du XIIIe siècle, se trouve dans le transept droit. Ses fresques sont attribuées au Maestro di San Nicola et au Maestro Espressionista di Santa Chiara.
Sur le côté gauche du transept, la chapelle Saint-Jean-Baptiste, a été construite à la fin du XIIIe siècle sur commande du cardinal Napoléon Orsini. Au-dessus de l'autel se trouve la fresque avec la Vierge à l'Enfant entre les saints Jean-Baptiste et François de Pietro Lorenzetti.

## Transept gauche

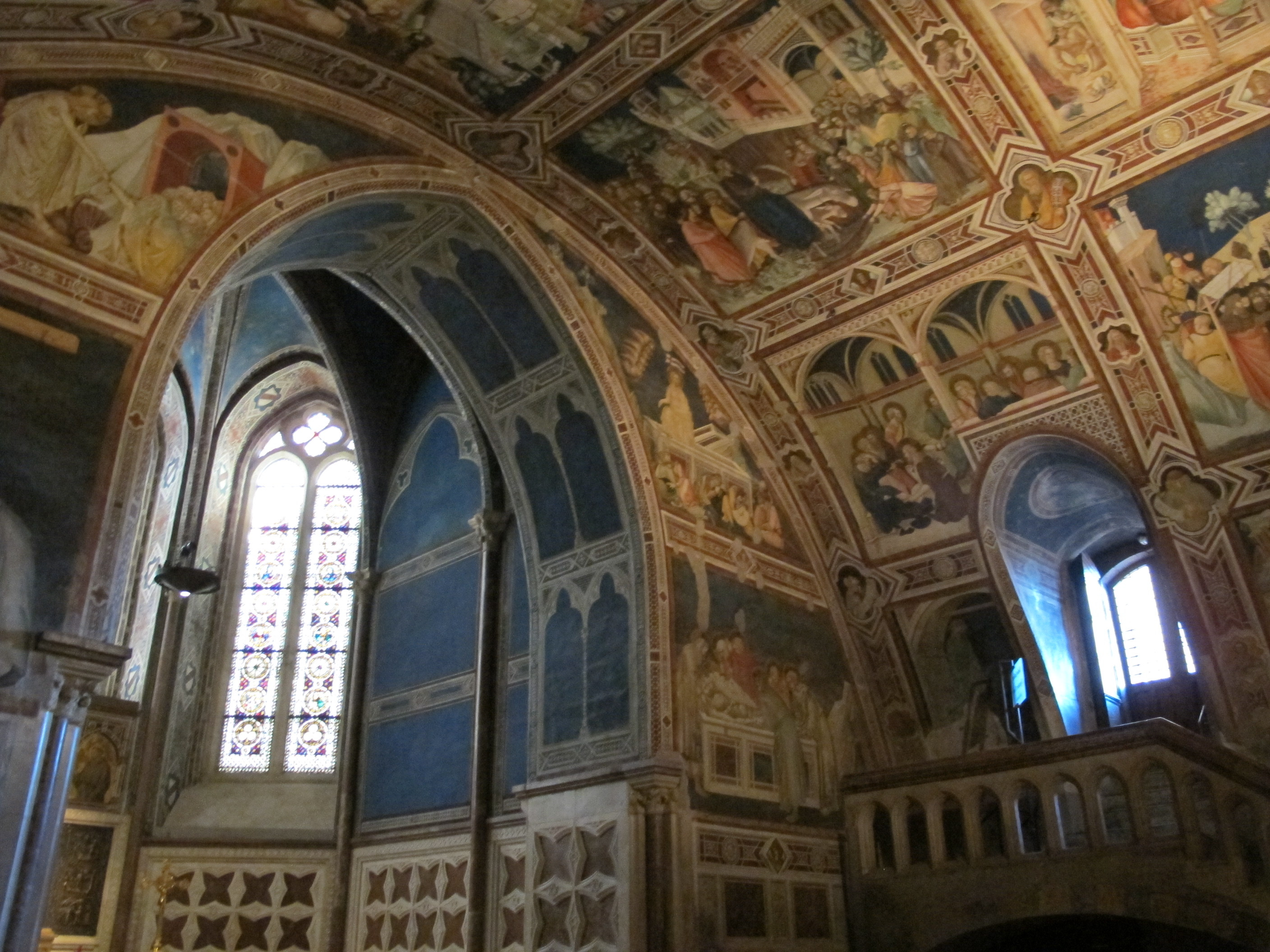
Transept gauche de l'église inférieure.

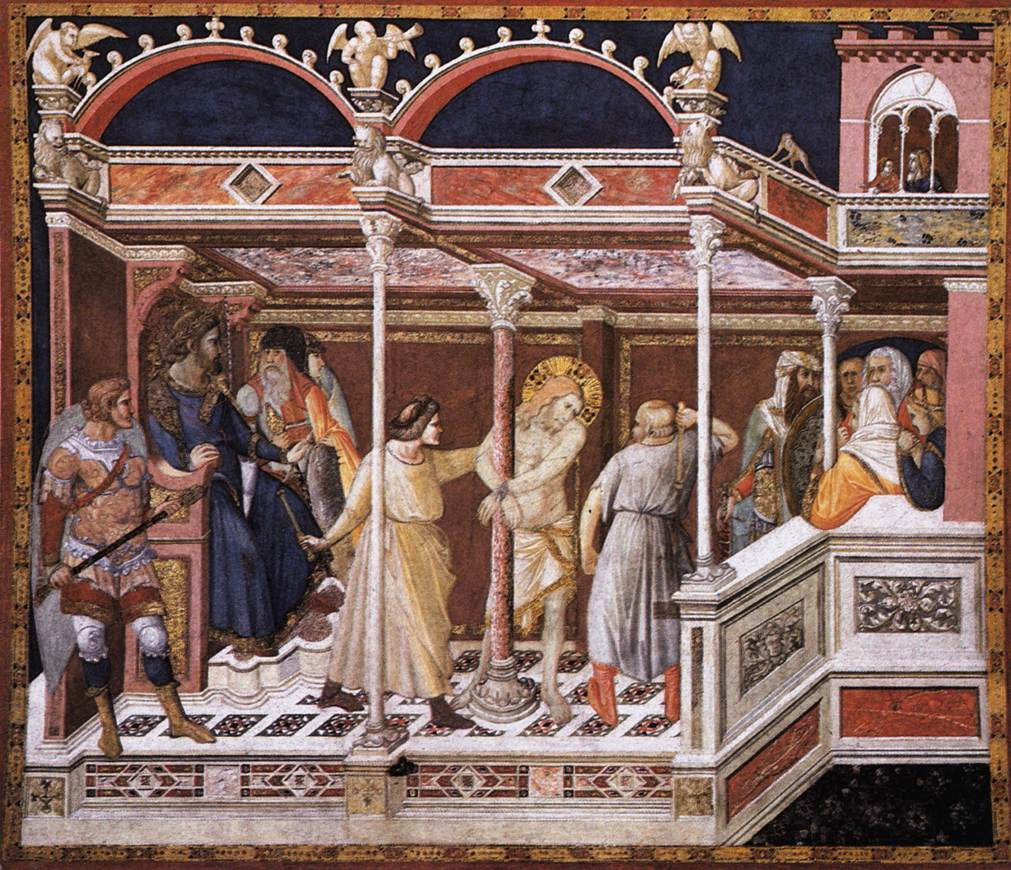
Pietro Lorenzetti, Flagellation.

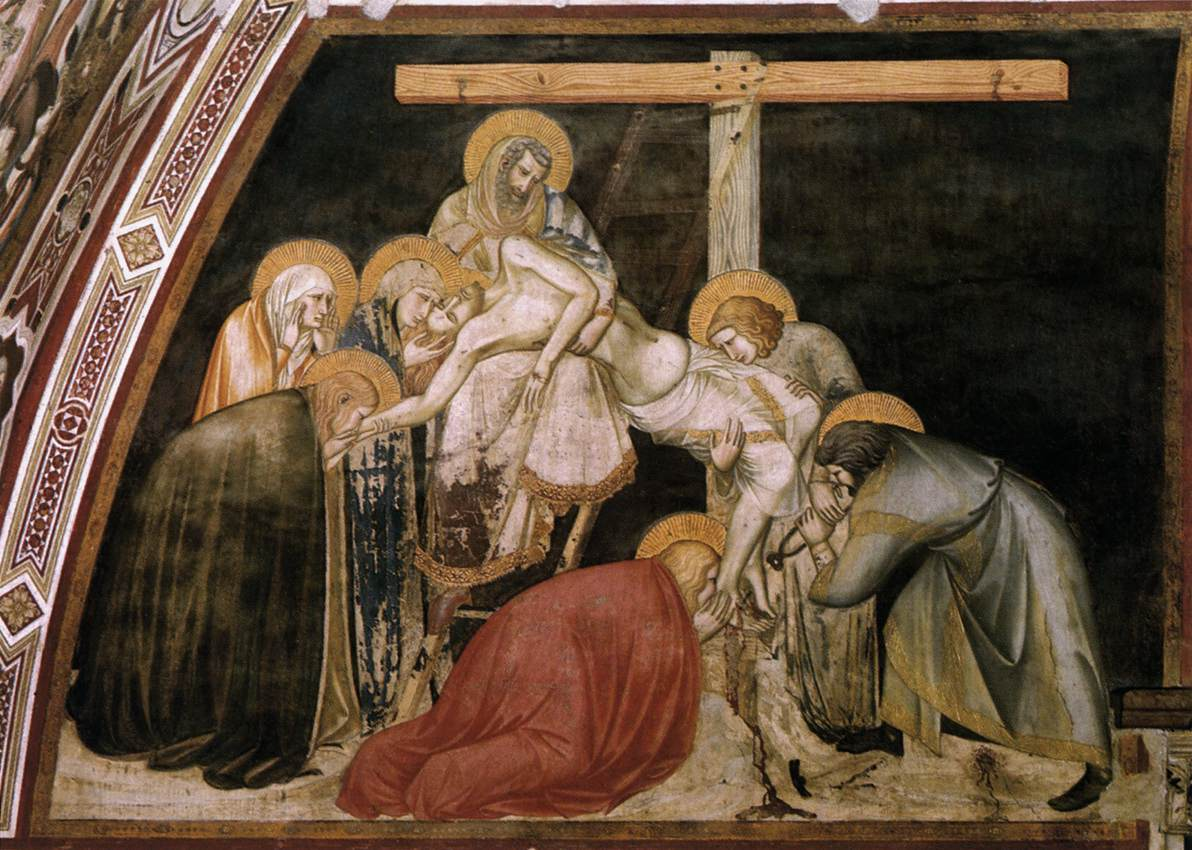
Pietro Lorenzetti, Déposition de la Croix.

Le transept gauche présente un important cycle de fresques avec des Histoires de la passion du Christ de Pietro Lorenzetti, datant d'environ 1310-1319.

### Histoire
Vasari attribue les fresques du transept gauche à Giotto, Puccio Capanna et Pietro Cavallini, une erreur perpétrée au cours des siècles jusqu'à ce que Cavalcaselle, en 1865, ne mentionne que le nom de Pietro Lorenzetti, qui a été confirmé comme leur auteur par tous les critiques ultérieurs.
Diverses hypothèses existent sur la datation des fresques, à commencer par celle des environs de 1320 proposée par Cavalcaselle, sur laquelle la majorité des critiques récents semblent s'orienter. Il semble toutefois que 1319 marque une date à laquelle le cycle a dû être terminé, avant les bouleversements qui ont vu l'expulsion des guelfes d'Assise et la mise en place d'un gouvernement gibelin violent, dirigé par Muccio di ser Francesco da Bologna :  les commissions papales à la basilique Saint-François sont alors suspendues.
Des études approfondies du plâtre ont confirmé la datation de la fresque après celles du transept droit, vers 1311.

### Description
Les scènes se déroulent sur la voûte en berceau et sur les murs de la chapelle, y compris au-dessus de l'arche qui donne sur la chapelle Saint-Jean. Elles représentent des scènes de la vie du Christ ante mortem (la voûte) et post mortem (mur vers la chapelle Saint-Jean), et sont en correspondance avec celles de l'Enfance du Christ dans le bras opposé du transept, avec la répétition de la Crucifixion, une double présence que l'on retrouve également dans l'église supérieure, où la scène est reproduite deux fois par Cimabue et son atelier, selon un principe pas tout à fait clair : probablement les franciscains voulaient-ils réaffirmer la centralité de l'épisode dans tout le décor de la basilique, peut-être, comme Chiara Frugoni le suppose, en s'inspirant des versions légèrement différentes de chacun des évangélistes.
Les épisodes représentés sont :
- Entrée du Christ à Jérusalem
- Lavage des pieds
- Dernière Cène
- Capture du Christ
- Judas pendu
- Flagellation devant Pilate
- Montée au Calvaire
- Crucifixion
- Déposition de la croix
- Mise au tombeau
- Descente dans les Limbes
- Résurrection
- Saint François reçoit les stigmates
- Vierge à l'enfant avec les saints François et Jean l'évangéliste

À la base des fresques, se trouvent des panneaux avec les saints Rufin, Catherine d'Alexandrie, Claire et Marguerite par les assistants de Lorenzetti, et un curieux trompe-l'œil représentant un banc vide. Un Crucifix et un panneau d'un commanditaire en prière (à l'origine, il y en avait peut-être deux, placés symétriquement) figurent sous la Vierge. En dessous se trouve le tombeau de Maria Apollonia de Savoie (décédée en 1656), fille tertiaire franciscaine de Charles-Emmanuel Emanuele I,  appelée la « regal pellegrina ».

## Sacristies
La sacristie principale de la basilique est accessible depuis le bras gauche de la croix. De forme inhabituelle, elle a été restaurée après un incendie en 1952 et est dotée de fresques remarquables parmi lesquelles se distinguent la Majesté aux anges et les Saints François et Claire du Maestro di Figline. Les fresques de Giacomo Giorgetti de 1646-1648 ont toutes été détachées en 1952 et sont maintenant sur place.
Une porte du XIIIe siècle introduit dans la soi-disant « sacristie secrète », installée dans la base du campanile et décorée d'armoires richement sculptées par Lorenzo da Perugia (1629).

## Orgues à tuyaux

### Orgue principal
L'orgue à tuyaux Mascioni opus 1074, construit en 1985, est installé dans la basilique. Doté d'une traction électrique, il dispose de 33 arrêts répartis entre les trois claviers et le pédalier. Les tuyaux, sans présentoir, sont tous placés dans l'espace entre la paroi de l'abside et le fond des stalles du chœur, ce qui les cache complètement à la vue ; la console, par contre, est généralement positionnée dans le chœur.

### Organe positif
Un orgue à « clavier positif » se trouve dans la chapelle Sainte-Catherine, à l'étage à droite du maître-autel, construit en 1788 par Luigi Galligari et restauré en 2000. Il se compose de 5 registres contrôlés par un seul clavier de 45 notes avec une octave courte.
Organistes actuels de la basilique
- Eugenio Becchetti, premier organiste et organiste de la Chapelle Musicale de la Basilique Papale de San Francesco à Assise.

- Alessandro Bianconi, deuxième organiste depuis 2008.

## Bâtiments et structures connexes

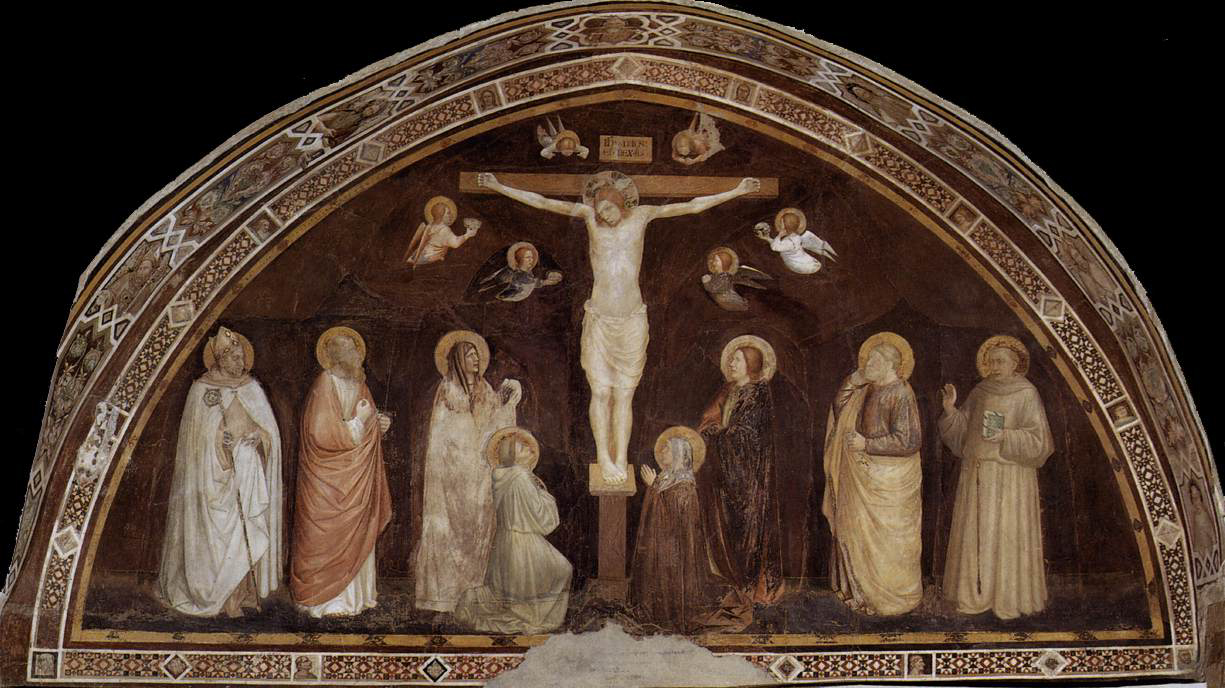
La Crucifixion de Puccio Capanna, salle capitulaire

### Cimetière des frères
Le petit cloître du cimetière est accessible par une porte de la chapelle Saint-Antoine (également appelée chapelle du Sacrement) ; le sol et les murs du portique sont recouverts de pierres tombales dont la plus ancienne date de 1295.

### Cloître de Sixte IV

Vue de l'église basse de Saint-François d'Assise
Carolus-Duran, 1876
Clark Art Institute, Williamstown

Une terrasse donnant sur le  grand cloître  est accessible en montant deux escaliers sur les côtés de l'abside de l'église inférieure. Le cloître, décoré de fresques, a été construit en 1476 par la volonté du pape franciscain Sixte IV. Entre 1564 et 1570, Dono Doni a peint les Histoires de saint François dans les lunettes. Le musée du Trésor rassemble les œuvres liturgiques et les meubles liés à l'histoire de la basilique, ainsi que la collection de peintures, principalement florentines et siennoises, de l'historien d'art américain Frederick Mason Perkins, qui a fait don de sa collection aux frères en 1955.

### Salle capitulaire (chapelle des reliques)
La salle capitulaire du Palais pontifical, voulu par Grégoire IX et construit entre 1228 et 1239, est accessible par une porte dans le transept droit, au-delà du déambulatoire qui fait le tour du chœur. La salle a une base quadrangulaire avec voûtes à croisées d'ogive portées par un pilier central. Elle est décorée d'une grande Crucifixion avec des saints de Puccio Capanna (vers 1340). Non terminée, y figurent les saints Louis de Toulouse, Paul, la Vierge Marie, François, Claire, Jean l'évangéliste, Pierre et Antoine de Padoue.
Dans les vitrines, sont conservées diverses reliques de saint François, dont à partir de la gauche :
- Un calice et une patène offerts par l'abbé de saint Benoît à saint François diacre,
- Deux voiles de lin brodés, utilisés par Jacqueline de Septisoles comme linceul pendant l'agonie de François,
- Un cilice appartenant au saint,
- Un cor d'harmonie utilisé par le saint pour appeler les fidèles,
- Une baguette offerte par le sultan d'Égypte et utilisée pour imposer le silence,
- Un reliquaire avec la peau de chamois utilisé par François pour couvrir sa blessure sur le côté,
- Une statuette-reliquaire faite avec la pierre sur laquelle la tête du saint reposait dans la tombe,
- Des pièces trouvées dans l'urne du saint,
- La robe blanche utilisée comme sous-vêtement par François pendant sa maladie,
- Un reliquaire en argent contenant la chartula fratri Leonis : feuillet avec une inscription dédicacée du saint, sur le recto relatif à une bénédiction au frère Leo (Benedictio fratris Leonis), au verso les Laudes de la Verna (Laudes Dei altissimi),
- La Règle franciscaine approuvée par Honorius III en 1223,
- Les robe et capuche de François[20].

Tous ces objets sont déjà mentionnés dans un inventaire de 1338.

## Remarques
1. ↑  Vauchez, p. 232-235.
2. 1 2 3 4 5 6  Umbria, cit., p. 274.
3. 1 2 3 4 5 6 7 8  Umbria, cit., p. 276.
4. 1 2 3 4 5  Umbria, cit., p. 277.
5. 1 2 3  Umbria, cit., p. 278.
6. ↑  L'organo dal sito della ditta Mascioni
7. ↑  Umbria, cit., p. 279.
8. ↑  Federica Galloni (a cura di), testi di Maria Rosaria Coppola, Adriano Morabito e Marco Placidi, Il Vittoriano nascosto, edito dal Ministero per i beni e le attività culturali, Direzione Regionale per i Beni Culturali e Paesaggistici del Lazio, 2005
9. 1 2  Umbria, cit., p. 281.
10. 1 2 3 4 5 6  Touring, cit., p. 279
11. 1 2  Sindona, cit., pp. 87-88.
12. ↑  Bellosi, cit., p. 150.
13. 1 2  Bellosi, cit. p. 154.
14. ↑  Umbria, cit., p. 280.
15. ↑  Frugoni, cit., p. 247.
16. 1 2 3  Frugoni, cit., p. 260.
17. ↑  Luciano Bellosi, Giotto, in Dal Gotico al Rinascimento, Scala, Firenze 2003, p. 150.  (ISBN 88-8117-092-2)
18. ↑  L'organo sul sito della ditta Mascioni
19. ↑  Notizie sull'organo
20. 1 2 3  Umbria, cit., p. 283.